# Dogtown (Film)
Dogtown (Alternativtitel im Fernsehen: Dogtown – Stadt der Lügen) ist ein US-amerikanisches Filmdrama aus dem Jahr 1997. Regie führte George Hickenlooper, der auch das Drehbuch schrieb.

## Handlung
Philip Van Horn versucht seit einigen Jahren erfolglos, in Hollywood Karriere als Schauspieler zu machen. Er reist in seinen Heimatort zurück, wo er als jemand gilt, der es geschafft hat. Dorothy Sternen, in die Van Horn als Schüler verliebt war, hat einen Selbstmordversuch hinter sich und arbeitet in einem Friseursalon. Die angeblichen beruflichen Erfolge Van Horns beeindrucken sie. Währenddessen kümmert sich Van Horns Mutter Rose um seine Schwester Sara, die ihr viele Probleme bereitet.

## Kritiken
Das Lexikon des internationalen Films schrieb, der „kleine“ Film besteche „durch seine exzellente Fotografie“, er könne jedoch „nur ein Minderheitenpublikum für sich einnehmen“.

## Auszeichnungen
George Hickenlooper als Regisseur und als Drehbuchautor sowie Karen Black gewannen im Jahr 1998 Preise des Hermosa Beach Film Festivals. George Hickenlooper gewann 1998 als Regisseur einen Preis des Newport Beach Film Festivals.

## Hintergründe
Der Film wurde in Torrance (Kalifornien) gedreht. Er wurde in Deutschland im März 2005 direkt auf DVD veröffentlicht.